# Arpioni
Formația Arpioni este o formație italiană de muzică ska (sau bluebeat) formată în 1990 la Bergamo formată din Alessio Canino, Antonello Gini, Franco Scarpellini, Guglielmo Facchinetti, Pier Muccio, Stefano Ferri (3).